# Alken (Untermosel)

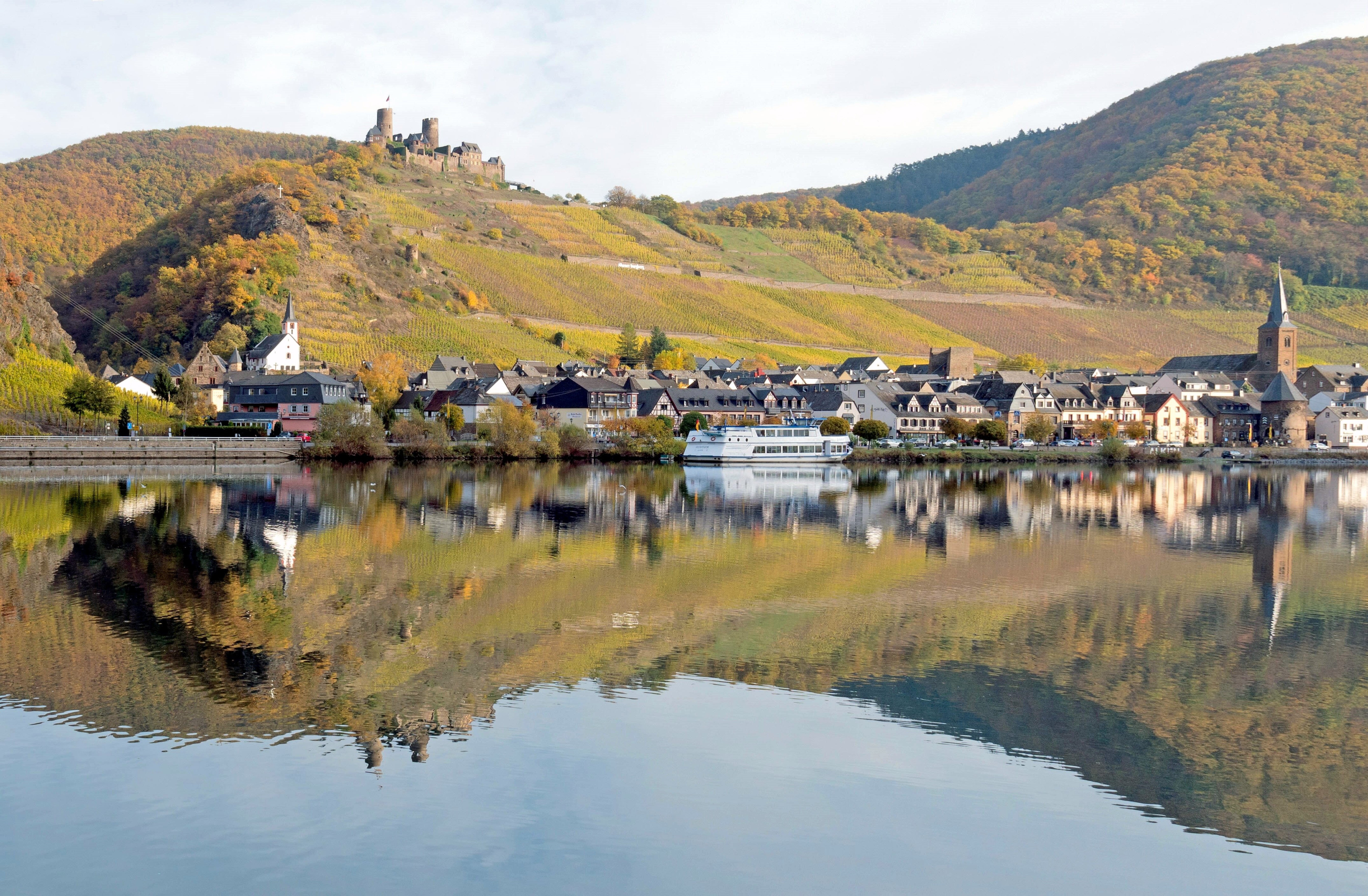
Alken mit Burg Thurant (2018)

Alken ist eine Ortsgemeinde im Landkreis Mayen-Koblenz in Rheinland-Pfalz. Sie gehört der Verbandsgemeinde Rhein-Mosel an, die ihren Verwaltungssitz in Kobern-Gondorf hat.

## Geographie
Alken liegt am östlichen, orographisch rechten Ufer sowie am Unterlauf der Mosel (sog. Terrassenmosel), sechs Kilometer östlich der Stadt Münstermaifeld. Die Ortschaft erstreckt sich in einer knapp 500 m breiten Talweitung in Nord-Süd-Richtung. Östlich erhebt sich der Burgberg (212 m ü. NHN), nördlich der Bleidenberg (250 m ü. NHN). Naturräumlich lässt sich der Westen des Gemeindegebiets mit dem Hauptort dem Unteren Moseltal zuordnen, der östlich davon liegende und gänzlich bewaldete Bereich weitgehend dem Nordöstlichen Moselhunsrück. Er wird durch steile Täler gegliedert und durch den bei Alken in die Mosel mündenden Alkener Bach und seine Zuflüsse entwässert. Mit 405 m ü. NHN erreicht das Gemeindegebiet an der östlichen Grenze seinen höchsten Punkt. Zu Alken gehören die Wohnplätze Brunkenhof, Burg Thurant, Quidembaum und Wildenbungert.

## Geschichte
Alken wurde bereits im 10. Jahrhundert als Alkana erstmals erwähnt. Die heutige Schreibweise ist für das 16. Jahrhundert belegt. Es gehörte bis ins 13. Jahrhundert zur Pfalzgrafschaft. Um 1200 erbaute der Pfalzgraf Heinrich zur Sicherung des Gebietes die Burg Thurant. In der Folgezeit kam es zu bewaffneten Auseinandersetzungen mit den Kurfürsten und Erzbischöfen von Köln und Trier. Höhepunkt der Ereignisse war eine langwährende Belagerung der Burg Thurandt, die schließlich 1248 zur Übergabe durch den Pfalzgrafen an die beiden Erzbischöfe führte. Alken wurde zum Mittelpunkt des gleichnamigen Amtes, das bis zum Ende des 18. Jahrhunderts von Kurköln und Kurtrier gemeinsam verwaltet wurde. Als Verwalter treten im Laufe der Geschichte verschiedene Adelsfamilien auf (Eltz, Boos von Waldeck, Winningen, Schöneck, Ehrenburg (-berg), Thys von Alken u. a.). Vor allem die Familie der Herren von Wiltberg (Stammsitz auf der Wildburg im Hunsrück) war bedeutend für Alken.
Bevölkerungsentwicklung
Die Entwicklung der Einwohnerzahl von Alken, die Werte von 1871 bis 1987 beruhen auf Volkszählungen:
| Jahr | Einwohner |
| ---- | --------- |
| 1815 | 358       |
| 1835 | 468       |
| 1871 | 517       |
| 1905 | 474       |
| 1939 | 522       |
| 1950 | 643       |
| 1961 | 589       |

| Jahr | Einwohner |
| ---- | --------- |
| 1970 | 690       |
| 1987 | 673       |
| 1997 | 669       |
| 2005 | 672       |
| 2011 | 661       |
| 2017 | 649       |
| 2022 | 697       |

## Politik

### Gemeinderat
Der Gemeinderat in Alken besteht aus zwölf Ratsmitgliedern, die bei der Kommunalwahl am 9. Juni 2024 in einer personalisierten Verhältniswahl gewählt wurden, und dem ehrenamtlichen Ortsbürgermeister als Vorsitzendem.
Die Sitzverteilung im Gemeinderat:
| Wahl | SPD | CDU | FWG | Gesamt   |
| ---- | --- | --- | --- | -------- |
| 2024 | –   | 5   | 7   | 12 Sitze |
| 2019 | –   | 5   | 7   | 12 Sitze |
| 2014 | –   | 7   | 5   | 12 Sitze |
| 2009 | 1   | 7   | 4   | 12 Sitze |
| 2004 | 2   | 7   | 3   | 12 Sitze |

FWG = Freie Wählergruppe Alken e. V.

### Bürgermeister
Ralf Fornefeld (FWG Alken e. V.) wurde am 28. August 2024 Ortsbürgermeister von Alken. Bei der Direktwahl am 9. Juni 2024 war er bei einer Wahlbeteiligung von 79,4 % mit einem Stimmenanteil von 95,3 % ohne Gegenkandidat gewählt worden.
Fornefelds Vorgänger als Ortsbürgermeister war von 2009 bis 2024 Hans Walter Escher. Zuletzt bei der Direktwahl am 26. Mai 2019 war er mit einem Stimmenanteil von 74,82 % für weitere fünf Jahre in seinem Amt bestätigt worden.

### Wappen
Das Wappen zeigt eine rote Burg mit zwei Türmen, einer mit dem kurtrierischen und einer mit dem kurkölnischen Wappen. Es weist auf die über Alken liegende Burg Thurant hin.

### Gemeindepartnerschaften
Partnerstädte sind die gleichnamigen Gemeinden Alken (Belgien) und Alken (Dänemark).

## Sehenswürdigkeiten

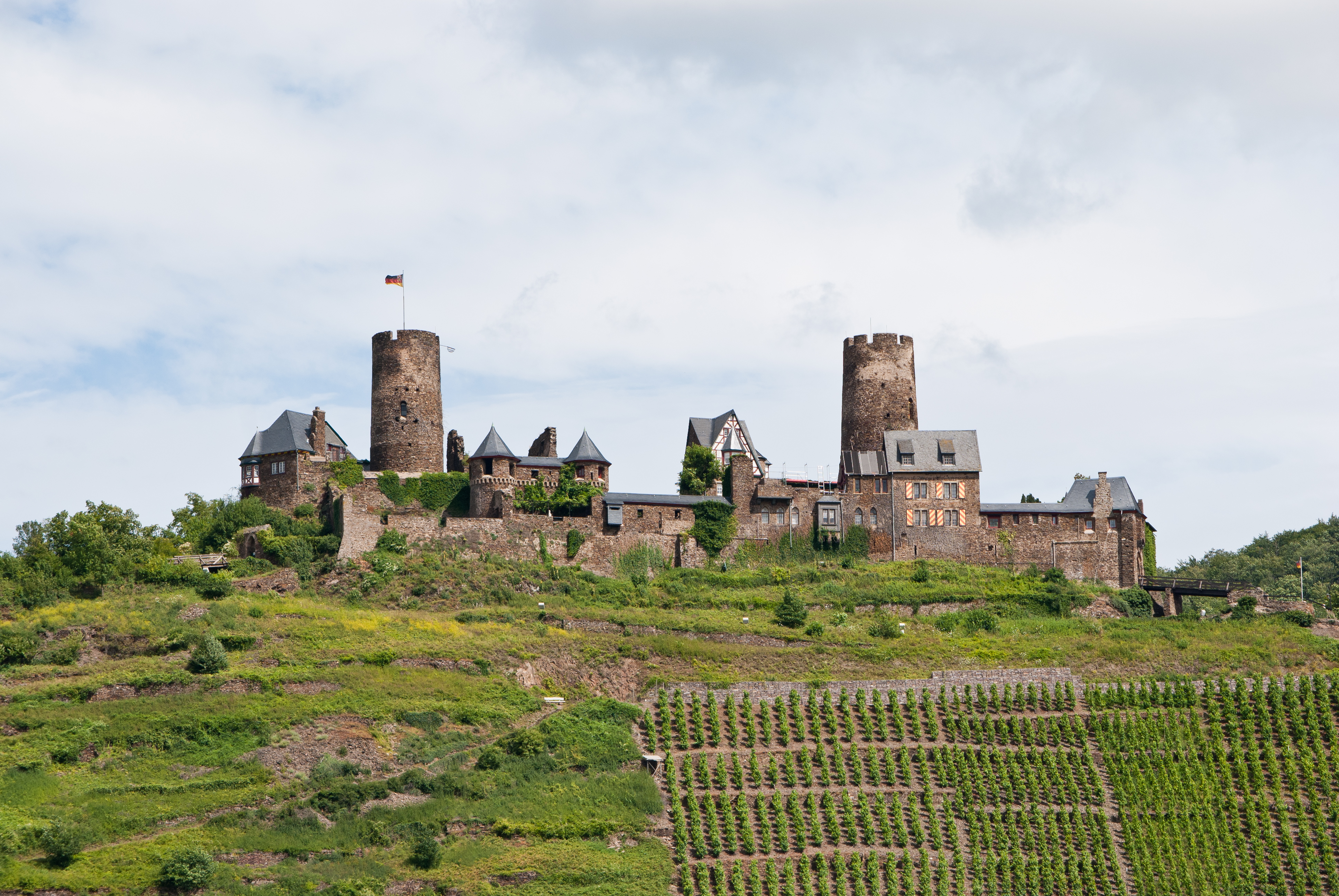
Burg Thurant (August 2012)

- Burg Thurant (zu besichtigende Burg)
- alte Michaelskirche mit Beinhaus: eine der ältesten Kirchen an der Mosel, erste urkundliche Erwähnung im Jahr 1015[10]; Chorfresken um 1350, Fresken im Kirchenschiff um 1500, gotische Thronende Madonna (14. Jh.), barocke Skulpturen. Treppenaufgang zu dieser Kirche ist als Kreuzweg angelegt
- neue Pfarrkirche St. Michael (1849): neogotische Saalkirche in Schieferbruchstein mit Michaelsaltar (barock, 1708) und Marienaltar (Nachbildung im Barockstil, 1988)
- Burghaus der Trierer Erzbischöfe (um 1350), zum Schloss erweitert unter den Herren von Wiltberg, umgebaut im 17. Jh., in Privatbesitz seit 1845
- Wiltbergische Weinkellerei mit Kellergewölben um 1700
- in der Von-Wiltbergstraße und Oberstraße mehrere historische Fachwerkhäuser; Siehe hierzu auch im Einzelnen: Liste der Kulturdenkmäler in Alken (Untermosel).
- Teile der Stadtbefestigung (um 1400): Fallerport (Anbindung an den Wehrgang einst über zwei – erhaltene – Fachwerkgeschosse); Zollturm am Moselufer (heute Restaurant); Relikte eines weiteren Turms am Wiltberg-Schloss; Wärterhaus am Ortseingang (heute Galerie)
- Laacher Hof (Moselstraße 8), als Gutshof der Abtei Laach um 1093 errichtet, später Verwaltungssitz, Zehnthof, heute Weingut; baulich stark verändert
- Malteserhaus, ehemaliges Hospital mit Toreinfahrt, Steinwendeltreppe im Hof (heute in Privatbesitz); in der Toreinfahrt Stein mit Jahreszahl 1093.
- Stolpersteine in Alken

## Weinbau
Alken gehört zum „Weinbaubereich Burg Cochem“ im Anbaugebiet Mosel. Im Ort sind zehn Weinbaubetriebe tätig, die bestockte Rebfläche beträgt 17 ha. Etwa 81 % des angebauten Weins sind Weißweinrebsorten (Stand 2007).
Wie in den übrigen Weinorten an der Untermosel hat auch in Alken eine Flurbereinigung stattgefunden, bei der unterhalb der Burg Thurant eine Rebfläche von 6 ha maschinengerecht hergerichtet wurde. Dabei wurden in diesen Bereichen die kleinteiligen historischen Terrassen abgebrochen. Auf der übrigen Fläche wurden die Kleinterrassen entweder saniert oder ersetzt durch neue Terrassen mit Grauwacke-Stützmauern als Gabionen oder Trockenmauern. Dabei wurden neue Erschließungswege gebaut, die auch von Touristen genutzt werden. Der Traumpfad „Bleidenberger Ausblicke“ (Premium-Wanderweg) verläuft durch die Weinberge Alkens.
Im Jahre 2005 wurde eine Roter-Weinbergpfirsich-Plantage auf einer Brache angelegt.
Die drei Alkener Weinlagen sind
- Alkener Bleidenberg
- Alkener Burgberg
- Alkener Hunnenstein

Angebaut wird vornehmlich Riesling, ferner Kerner, in geringerem Umfang rote Rebsorten (Blauer Spätburgunder und Dornfelder).

## Tourismus
Im Sommerhalbjahr legen die Ausflugsschiffe der Personenschifffahrt MS Goldstück (Heimat-Hafen Alken), der Köln-Düsseldorfer und der Personenschifffahrt Gebr. Kolb in Alken an.

## Verkehr
Alken liegt am rechten Moselufer an der Bundesstraße 49 zwischen Koblenz und Treis-Karden.
Südlich von Alken stellt die Moselbrücke Löf–Alken die Verbindung mit der am linken Moselufer verlaufenden Bundesstraße 416 her.
Der Mosel-Camino von Koblenz über Stolzenfels nach Trier führt durch Alken. Er ist Bestandteil des Jakobswegenetzes nach Santiago de Compostela.

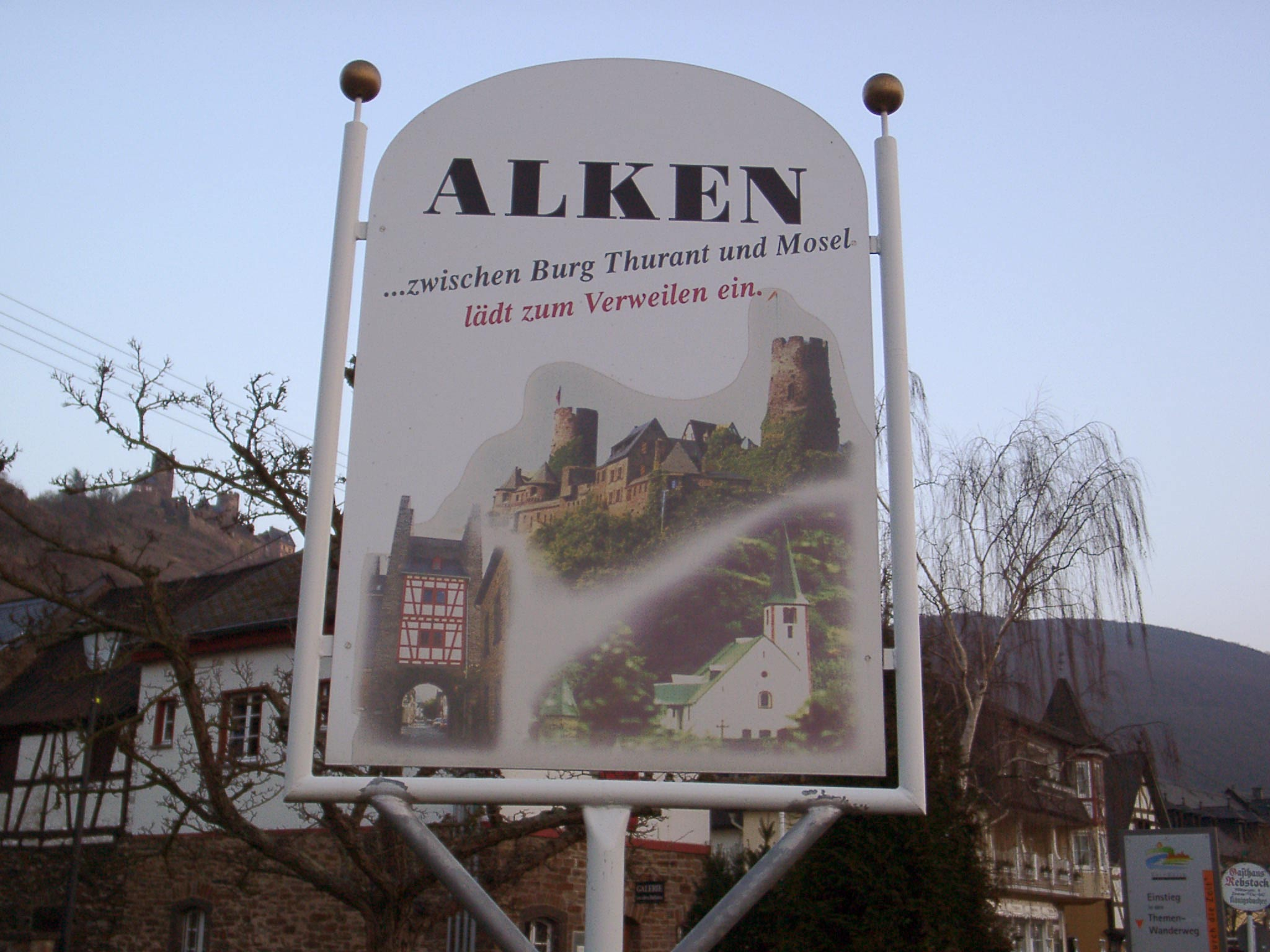
Touristische Tafel am Ortseingang
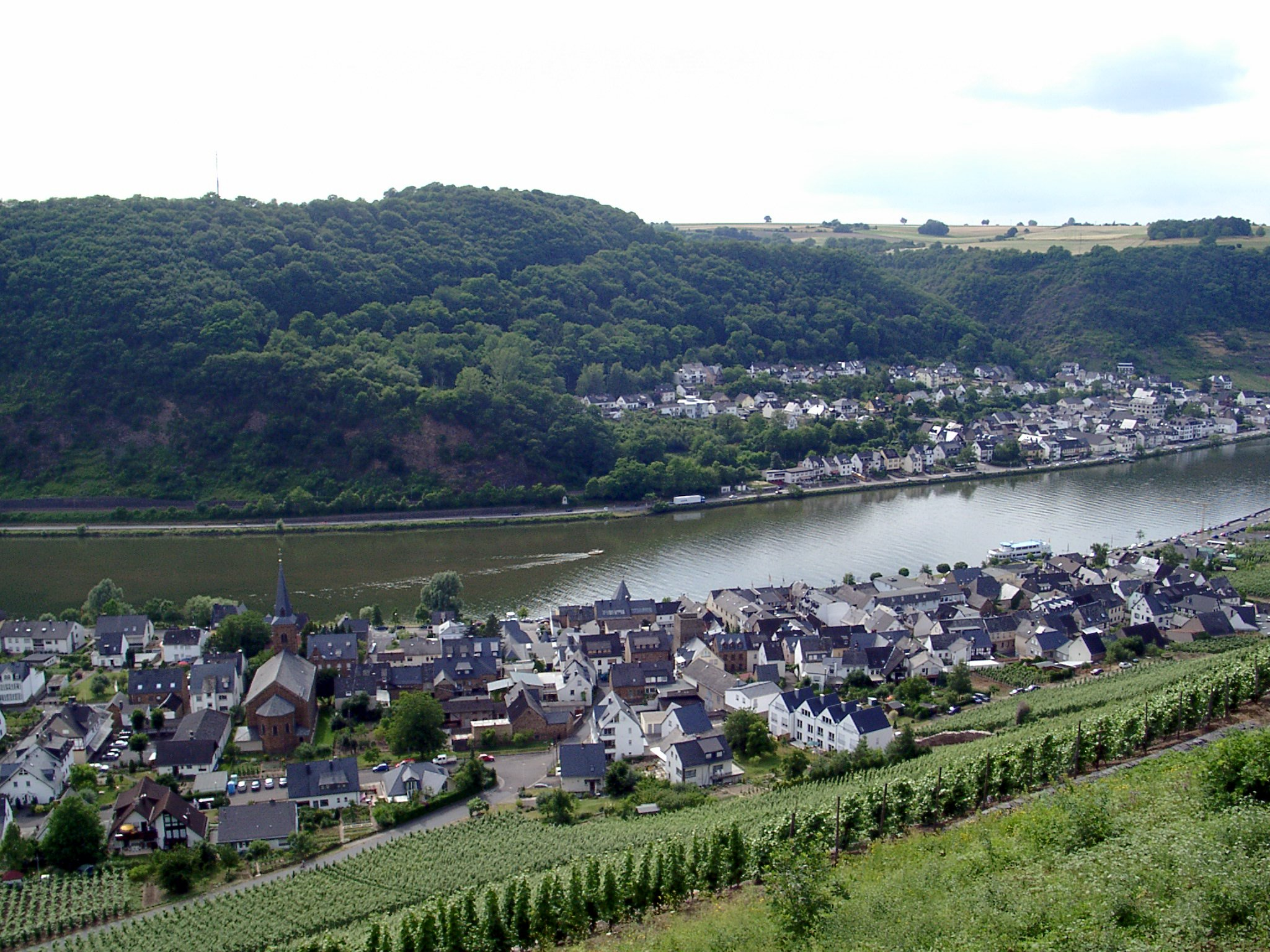
Alken von der Burg Thurant aus gesehen
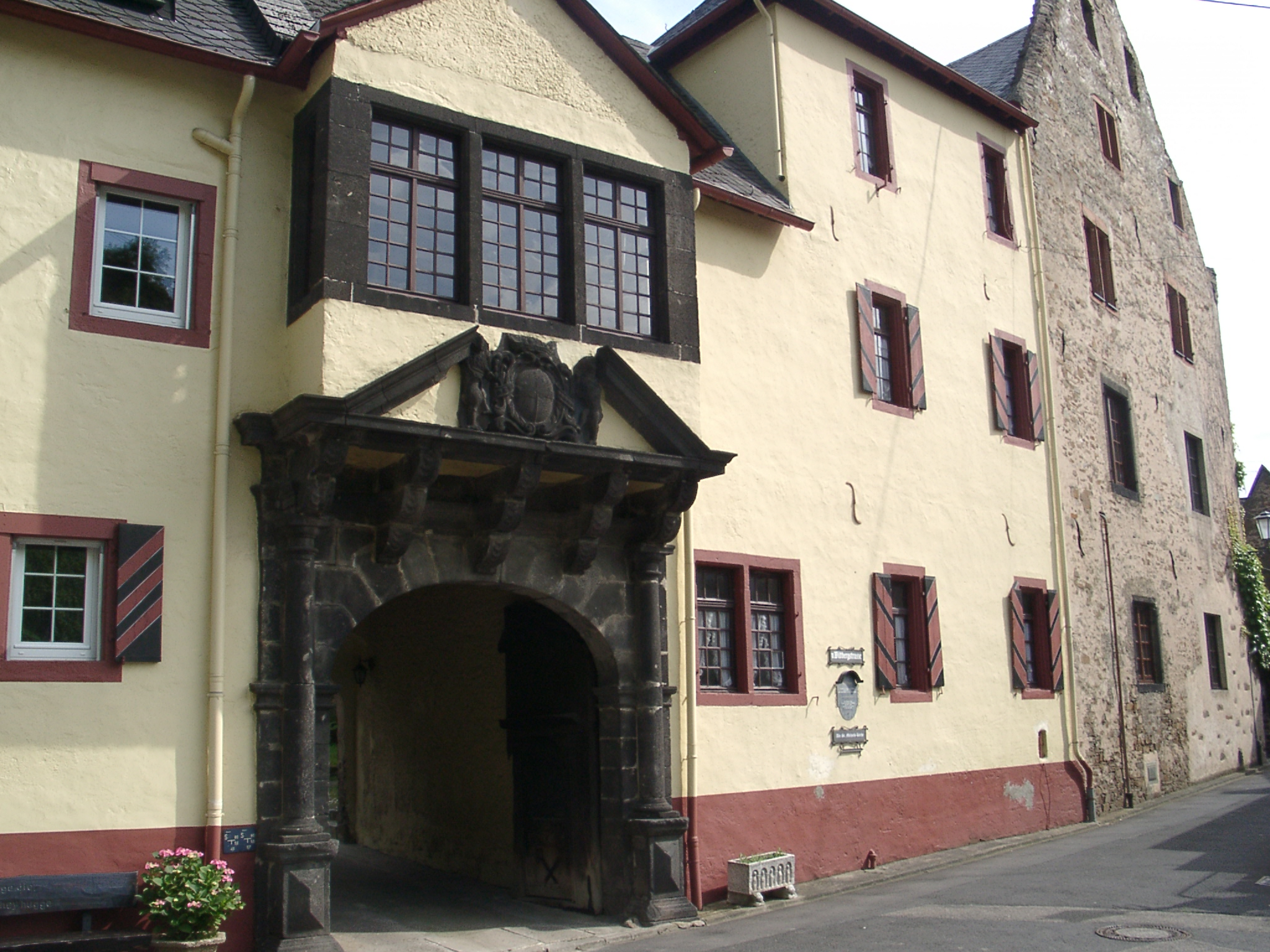
Burghaus Wiltburg
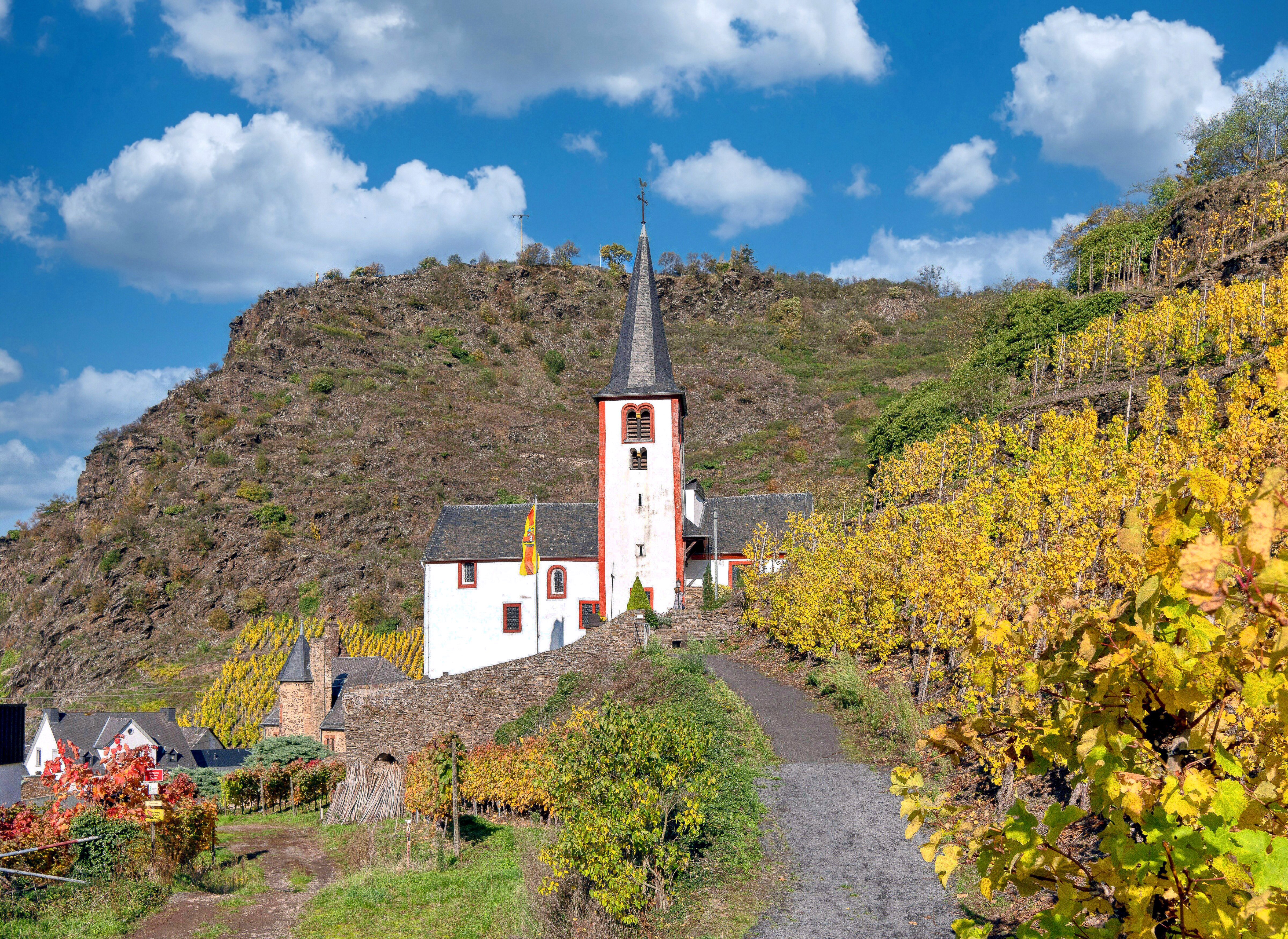
Michaelskapelle
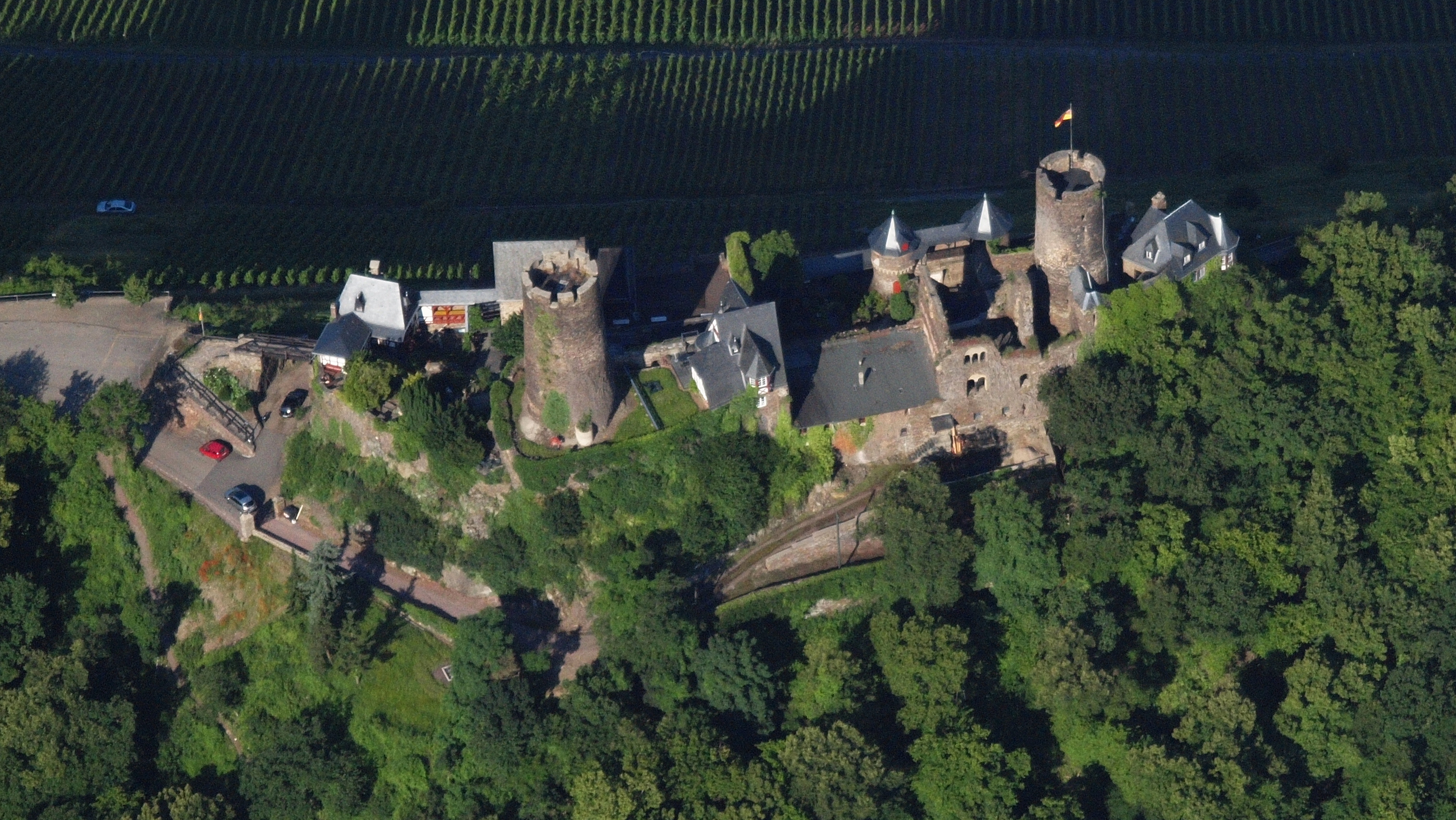
Burg Thurant aus östlicher Sicht